# Balón de Oro 2002

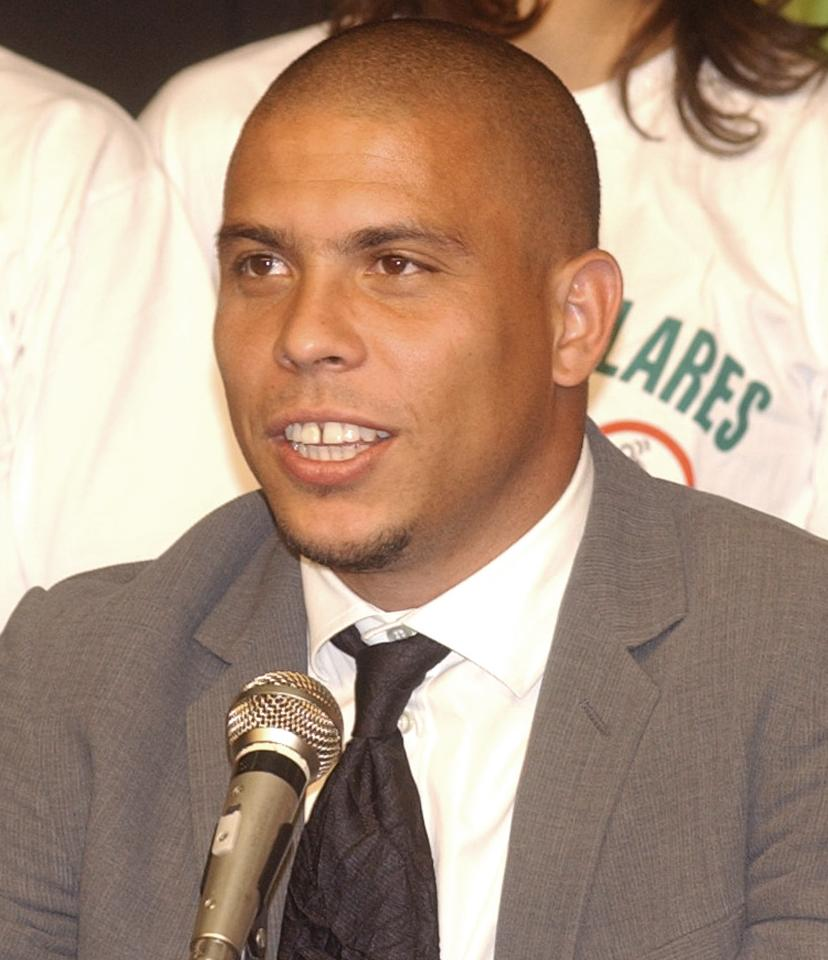
Ronaldo Nazario, ganador del Balón de Oro 2002

La edición de 2002 del Balón de Oro, 47.ª edición del premio de fútbol creado por la revista francesa France Football, fue ganada por el brasileño Ronaldo (Real Madrid) .
El jurado estuvo compuesto por 52 periodistas especializados, de cada una de las asociaciones miembros de la UEFA: Albania, Alemania, Andorra, Armenia, Azerbaiyán, Austria, Bélgica, Bielorrusia, Bosnia-Herzegovina, Bulgaria, Chipre, Croacia, Dinamarca, Escocia, Eslovaquia, Eslovenia, España, Estonia, Finlandia, Francia, Gales, Georgia, Grecia, Hungría, Inglaterra, Irlanda, Irlanda del Norte, Islandia, Islas Feroe, Israel, Kazajistán, Italia, Letonia, Liechtenstein, Lituania, Luxemburgo, Macedonia, Malta, Moldavia, Noruega, Países Bajos, Polonia, Portugal, República Checa, Rumanía, Rusia, San Marino, Suecia, Suiza, Turquía, Ucrania y Yugoslavia.
El resultado de la votación fue publicado en el número 2958 de France Football, el 17 de diciembre de 2002.

## Sistema de votación
Cada uno de los miembros del jurado elige a los que a su juicio son los cinco mejores futbolistas del mundo que jueguen en una liga europea de una lista previa de 50 jugadores. El jugador elegido en primer lugar recibe cinco puntos, el elegido en segundo lugar cuatro puntos y así sucesivamente.
De esta forma, se repartieron 780 puntos, siendo 260 el máximo número de puntos que podía obtener cada jugador (en caso de que los 51 miembros del jurado le asignaran cinco puntos).

## Clasificación final
| Puesto | Jugador              | Equipo                                          | Votos | Votos | Votos | Votos | Votos | Votos | Puntos (sobre 260) |
| Puesto | Jugador              | Equipo                                          | 1º    | 2º    | 3º    | 4º    | 5º    | Total | Puntos (sobre 260) |
| ------ | -------------------- | ----------------------------------------------- | ----- | ----- | ----- | ----- | ----- | ----- | ------------------ |
| 1º     | Ronaldo              | F. C. Internazionale / Real Madrid C. F.        | 16    | 13    | 7     | 7     | 2     | 45    | 169                |
| 2º     | Roberto Carlos       | Real Madrid C. F.                               | 23    | 3     | 4     | 2     | 2     | 34    | 145                |
| 3º     | Oliver Kahn          | F. C. Bayern Múnich                             | 2     | 13    | 9     | 9     | 3     | 36    | 110                |
| 4º     | Zinedine Zidane      | Real Madrid C. F.                               | 2     | 3     | 10    | 8     | 10    | 33    | 78                 |
| 5º     | Michael Ballack      | Bayer 04 Leverkusen / F. C. Bayern Múnich       | 4     | 6     | 5     | 4     | 4     | 23    | 71                 |
| 6º     | Thierry Henry        | Arsenal F. C.                                   | 2     | 6     | 2     | 3     | 8     | 21    | 54                 |
| 7º     | Raúl González        | Real Madrid C. F.                               | 2     | 2     | 3     | 4     | 3     | 14    | 38                 |
| 8º     | Rivaldo              | F. C. Barcelona / A. C. Milan                   | 1     | 2     | 2     | 5     | 2     | 12    | 31                 |
| 9º     | Yıldıray Baştürk     | Bayer 04 Leverkusen                             |       |       | 3     | 1     | 2     | 6     | 13                 |
| 10º    | Alessandro Del Piero | Juventus F. C.                                  |       | 1     | 1     | 1     | 3     | 6     | 12                 |
| 11º    | Hasan Şaş            | Galatasaray S. K.                               |       |       | 1     | 3     | 1     | 5     | 10                 |
| 12º    | Ronaldinho           | París Saint-Germain F. C.                       |       | 1     | 1     |       | 1     | 3     | 8                  |
| 13º    | Michael Owen         | Liverpool F. C.                                 |       |       | 1     | 1     |       | 2     | 5                  |
| =      | Ruud van Nistelrooy  | Manchester United F. C.                         |       |       | 1     |       | 2     | 3     | 5                  |
| 15º    | Bernd Schneider      | Bayer 04 Leverkusen                             |       | 1     |       |       |       | 1     | 4                  |
| =      | Juan Carlos Valerón  | R. C. Deportivo de La Coruña                    |       | 1     |       |       |       | 1     | 4                  |
| =      | Cafú                 | A. S. Roma                                      |       |       | 1     |       | 1     | 2     | 4                  |
| =      | Patrick Vieira       | Arsenal F. C.                                   |       |       |       | 2     |       | 2     | 4                  |
| 19º    | Lúcio                | Bayer 04 Leverkusen                             |       |       | 1     |       |       | 1     | 3                  |
| =      | Luís Figo            | Real Madrid C. F.                               |       |       |       | 1     | 1     | 2     | 3                  |
| 21º    | Papa Bouba Diop      | Racing Lens                                     |       |       |       | 1     |       | 1     | 2                  |
| =      | El Hadji Diouf       | Racing Lens / Liverpool F. C.                   |       |       |       |       | 2     | 2     | 2                  |
| =      | Rio Ferdinand        | Leeds United A. F. C. / Manchester United F. C. |       |       |       |       | 2     | 2     | 2                  |
| 24º    | Rubén Baraja         | Valencia C. F.                                  |       |       |       |       | 1     | 1     | 1                  |
| =      | Filippo Inzaghi      | A. C. Milan                                     |       |       |       |       | 1     | 1     | 1                  |
| =      | Roy Makaay           | R. C. Deportivo de La Coruña                    |       |       |       |       | 1     | 1     | 1                  |

Los 24 jugadores que no recibieron ningún punto fueron los siguientes:
| Jugador              | Equipo                            |
| -------------------- | --------------------------------- |
| Pablo Aimar          | Valencia C. F.                    |
| Sonny Anderson       | Olympique de Lyon                 |
| David Beckham        | Manchester United F. C.           |
| Iker Casillas        | Real Madrid C. F.                 |
| Djibril Cissé        | Auxerre                           |
| Edmílson             | Olympique de Lyon                 |
| Ryan Giggs           | Manchester United F. C.           |
| Junichi Inamoto      | Arsenal F. C. / Fulham F. C.      |
| Miroslav Klose       | F. C. Kaiserslautern              |
| Patrick Kluivert     | F. C. Barcelona                   |
| Luis Enrique         | F. C. Barcelona                   |
| Claude Makélélé      | Real Madrid C. F.                 |
| Paolo Maldini        | A. C. Milan                       |
| Pedro Pauleta        | F. C. Girondins de Burdeos        |
| Tomáš Rosický        | Borussia Dortmund                 |
| Javier Saviola       | F. C. Barcelona                   |
| Seol Ki-hyeon        | R. S. C. Anderlecht               |
| Jon Dahl Tomasson    | Feyenoord Rotterdam / A. C. Milan |
| Francesco Totti      | A. S. Roma                        |
| David Trezeguet      | Juventus F. C.                    |
| Pierre van Hooijdonk | Feyenoord Rotterdam               |
| Christian Vieri      | F. C. Internazionale              |
| Marc Wilmots         | F. C. Schalke 04                  |
| Sylvain Wiltord      | Arsenal F. C.                     |

## Curiosidades
- Papa Bouba Diop y El Hadji Diouf, primeros senegaleses en aparecer en la clasificación final del Balón de Oro.